# Soague
Soague ou Soaje (em árabe: سوهاج; romaniz.: Sohaj) é uma cidade do Egito, capital da província de Soague. Possui 9 quilômetros quadrados e segundo censo de 2018, havia 248 174 habitantes.